# Colin Smith (remero, 1983)
Colin Smith (Harare, Zimbabue, 23 de septiembre de 1983) es un deportista británico que compitió en remo.
Participó en los Juegos Olímpicos de Pekín 2008, obteniendo una medalla de plata en la prueba de ocho con timonel. Ganó una medalla de bronce en el Campeonato Mundial de Remo de 2007, en la prueba de dos sin timonel.

## Palmarés internacional
| Juegos Olímpicos   | Juegos Olímpicos  | Juegos Olímpicos  | Juegos Olímpicos |
| Año                | Lugar             | Medalla           | Prueba           |
| ------------------ | ----------------- | ----------------- | ---------------- |
| 2008               | Pekín (China)     | Medalla de plata  | Ocho con timonel |
| Campeonato Mundial |                   |                   |                  |
| Año                | Lugar             | Medalla           | Prueba           |
| 2007               | Múnich (Alemania) | Medalla de bronce | Dos sin timonel  |